# Jaral del Progreso
Jaral del Progreso là một đô thị thuộc bang Guanajuato, México. Năm 2005, dân số của đô thị này là 31780 người.